# 浜尾泰親
浜尾 泰親（はまお やすちか、濵尾とも）は、戦国時代の武将。須賀川二階堂氏の家臣。二階堂氏一門。

## 略歴
生年不詳、浜尾儀泰の四男。
官途名・内蔵助、後に受領名・三河守。
天正8年（1580年）3月12日、三春城主田村大膳大夫清顕の舎弟田村孫八郎重顕が大将として田村勢二千余が侵攻してきた「下小田合戦」において、嫡男・善九郎親氏とともに大将の田村孫八郎重顕を討ち取り、二階堂盛義より、浜尾泰親は三河守の受領名、嫡男・善九郎親氏は内蔵助の官途名を賜った。天正17年（1589年）の伊達政宗の二階堂氏の須賀川城攻めに際して、嫡男・内蔵助親氏、次男（三男とも）・孫十郎とともに須賀川城本丸の守将の一人として参戦。
須賀川城落城後の動向の詳細は不明。
慶長15年（1610年）没。